# Maximilian I al Sfântului Imperiu Roman
Maximilian I (n. 22 martie 1459, Wiener Neustadt, Austria Inferioară, Austria – d. 12 ianuarie 1519, Wels, Austria Superioară, Austria) a fost Împărat al Sfântului Imperiu Roman din 1508 până la moartea sa. A făcut parte din Casa de Habsburg. 

## Copilăria și tinerețea
Maximilian s-a născut la Wiener Neustadt la 22 martie 1459. Tatăl său, Frederic al III-lea, l-a numit după un obscur sfânt despre care Frederic credea că l-a avertizat o dată de un pericol iminent într-un vis. Maximilian a fost fiul cel mare al împăratului Frederic al III-lea și al soției sale, Eleanor a Portugaliei. În copilărie, el și părinții lui au fost asediați la Viena de Albert de Austria. O sursă relatează că, în timpul zilelor negre ale asediului, tânărul prinț ar fi umblat prin garnizoana castelului cerșind servitorilor și soldaților bucăți de pâine.
La acea vreme, Ducii de Burgundia, o ramură cadet a familiei regale franceze, cu noblețea și cultura lor sofisticată, domneau asupra teritoriilor semnificative aflate la granița de est și de nord a Franței moderne din zilele de azi. Ducele de Burgundia Carol Temerarul era principalul adversar politic al tatălui lui Maximilian. Frederic era preocupat de tendințele expansive ale Burgundiei la frontiera de vest a Sfântului Imperiu Roman și pentru a preveni un conflict militar, el a încercat să asigure căsătoria fiicei lui Carol Temeraru, Maria de Burgundia, cu fiul său Maximilian. După Asediul de la Neuss (1474–75), el a avut succes și nunta dintre Maria și Maximilian a avut loc la 16 august 1477.

## Domnia în Burgundia și Țările de Jos
Soția lui Maximilian moștenise Țările de Jos Burgunde și Comitatul liber al Burgundiei după decesul tatălui ei în Bătălia de la Nancy din 5 ianuarie 1477. Înainte de încoronarea sa ca rege al romanilor în 1486, Maximilian a decis să asigure moștenirea burgundă, familiei sale, Casa de Habsburg, cu orice preț.
Ducatul de Burgundia era de asemenea revendicat de coroana franceză sub pretextul Legii Salice, regele Ludovic al XI-lea al Franței contestând viguros pretenția Habsburgilor la moștenirea burgundă. Maximilian s-a angajat în apărarea teritoriilor soției sale de un atac al lui Ludovic al XI-lea și a învins forțele franceze în Bătălia de Guinegate, la 7 august 1479.
Contractul de nuntă dintre Maximilian și Maria stipula că doar copiii cuplului aveau dreptul de a moșteni de la fiecare, nu și părintele supraviețuitor. După moartea Mariei într-un accident de călărie la 27 martie 1482 în apropiere de Castelul Wijnendale, scopul lui Maximilian a fost de a asigura moștenirea unuia dintre copiii săi și a Mariei, Filip cel Frumos.
Unele dintre provinciile olandeze erau ostile lui Maximilian, și au semnat un tratat cu Ludovic al XI-lea în 1482 care l-a forțat pe Maximilian să renunțe la Franche-Comté și Artois în favoarea coroanei franceze. Maximilian a continuat să guverneze teritoriile burgunde în numele fiului său. După ce regența s-a încheiat, Maximilian și Carol al VIII-lea al Franței au schimbat aceste două teritorii pentru Burgundia si Picardia prin Tratatul de la Senlis (1493). Astfel, o mare parte din Țările de Jos (cunoscut sub numele de Cele Șaptesprezece provincii) a rămas în patrimoniul Habsburgic. Același tratat stipula căsătoria prințului moștenitor al Franței, Carol, cu fiica lui Maximilian, Margareta de Austria, care primea ca zestre provinciile Franche-Comté și Artois. 

## Domnia în Sfântul Imperiu Roman
Ales rege al romanilor la 16 februarie 1486 la Frankfurt-am-Main la inițiativa tatălui său și încoronat la 9 aprilie 1486 la Aachen, Maximilian a stat la conducerea Sfântului Imperiu Roman până la decesul tatălui său în 1493. La 34 de ani, Maximilian devine, în sfârșit, stăpânul teritoriilor care constituie moștenirea sa austriacă. În 1490, după moartea lui Matei Corvinul fără moștenitori legitimi, Maximilian reușește să recucerească Viena.

### Războaie cu italieni și elvețieni

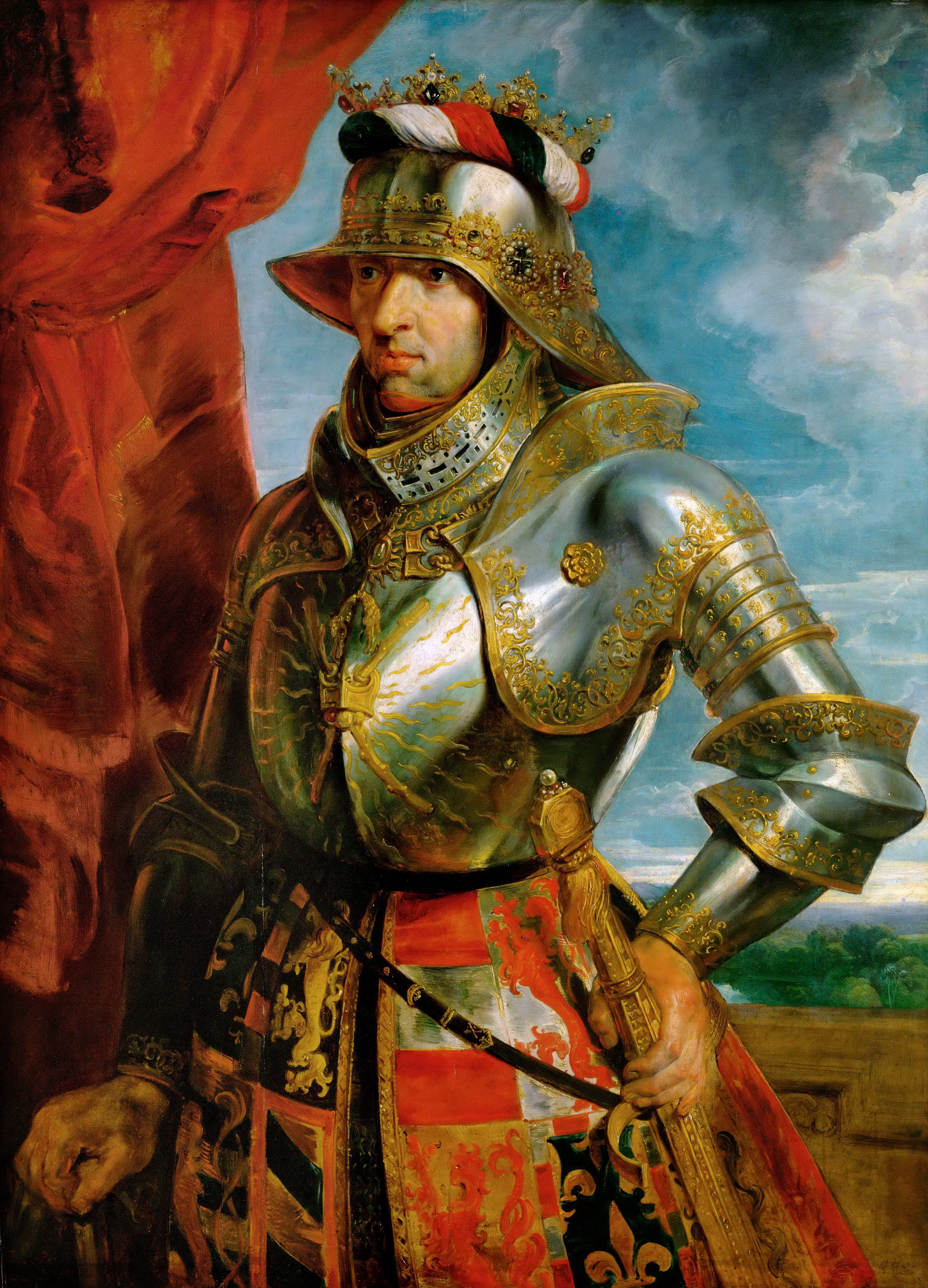
Maximilian în armură, portret de Rubens

Cum Tratatul de la Senlis a rezolvat diferențele franceze cu Sfântul Imperiu Roman, regele Ludovic al XII-lea al Franței având frontiere garantate în partea de nord și-a îndreptat atenția spre Italia, unde a făcut cereri pentru Ducatul Milano. În 1499/1500 el a cucerit Milano iar Ludovic Sforza a plecat în exil. Acest lucru l-a adus în conflict cu Maximilian, care la 16 martie 1494 s-a căsătorit cu Maria Bianca Sforza, fiica lui Galeazzo Maria Sforza, duce de Milano. Totuși, Maximilian nu a putut să-i împiedice pe francezi să preia Milano. Prelungirea războaielor italiene l-au determinat pe Maximilian să se alăture Sfintei Ligi pentru a-i contracara pe francezi.
În 1513, împreună cu regele Henric al VIII-lea al Angliei, Maximilian câștigă o victorie importantă în Bătălia de la Spurs împotriva francezilor, stopând avansul acestora în nordul Franței. 
La sfârșitul secolului al XV-lea, Tirolul și Bavaria erau în război, bavarezii cerând tirolezilor banii pe care îi împrumutaseră. În 1490, cele două națiuni au cerut lui Maximilian să medieze disputa. Ca urmare, el își asumă controlul asupra Tirolului și a datoriei sale. După ce a luat controlul, Maximilian instituit reforma financiară imediată. În scopul de a simboliza noua sa bogăție și putere, el a construit Acoperișul Auriu, un baldachin cu vedere asupra centrului orașului Innsbruck. Câștigarea controlul asupra Tirolului pentru Habsburgi a fost de o importanță strategică, deoarece a legat Confederația Elvețiană cu teritoriile austriece controlate de Habsburgi, ceea ce a facilitat unele continuități geografice imperiale.
Situația din Italia nu a fost singura problemă pe care Maximilian o avea la momentul respectiv. Elvețienii au câștigat o victorie decisivă împotriva Imperiului în Bătălia de la Dornach la 22 iulie 1499. Maximilian nu a avut de ales decât să accepte un tratat de pace semnat la 22 septembrie 1499 la Basel care a acordat independența Confederației Elvețiene față de Sfântul Imperiu Roman.

### Reforme
În interiorul Sfântului Imperiu Roman, Maximilian s-a confruntat cu presiuni din partea conducătorilor locali, care credeau că războaiele continue ale regelui cu francezii erau pentru a-i crește propria lui putere și nu erau în interesul lor. Exista, de asemenea, un consens că în scopul de a păstra unitatea Imperiului, erau necesare reforme profunde. Reformele, amânate de prea mult timp,  au fost lansate în 1495.  Un nou organ, Reichskammergericht a fost introdus, care era în mare parte independent de împărat. Pentru a-l finanța, a fost creată o nouă taxă, Gemeine Pfennig. Totuși, colectarea acesteia nu a avut niciodata un succes deplin. Conducătorii locali au vrut mai multă independență de la împărat și o consolidare a regulilor teritoriale. Acest lucru l-a condus pe Maximilian la un acord pentru a stabili un organ numit Reichsregiment, membrii lui urmând întrunească la Nürnberg și care era alcătuit din deputați ai împăratului, conducători locali, oameni de rând, și prințul-elector al Sfântului Imperiu Roman. Noul organ s-a dovedit slab din punct de vedere politic și puterea s-a întors la Maximilian în 1502.
Din cauza situației interne și externe dificile cu care el s-a confruntat, Maximilian a considerat că este necesar să se introducă reforme în teritoriile istorice ale Casei de Habsburg, în scopul de a finanța armata sa. Folosind instituții burgunde ca model, el a încercat să creeze un stat unificat. Acest lucru nu a fost un foarte mare succes, dar unul dintre rezultate durabile a fost crearea a trei subdiviziuni diferite ale terenurilor din Austria: Austria Inferioară, Austria Superioară și Austria Anterioară.
Maximilian era întotdeauna tulburat de neajunsuri financiare; venitul său nu părea să fie suficient pentru a susține obiectivele sale pe scară largă și politicile sale. Din acest motiv, el a fost nevoit să ia credite substanțiale de la familii banchere germane, în special de la familiile Baumgarten, Fugger și Welser. Jörg Baumgarten chiar a servit în calitate de consultant financiar al lui Maximilian.  La sfârșitul domniei lui Maximilian, muntele de datorii ale Habsburgilor însumau 6 milioane de guldeni; aceasta corespundea valorii strânse timp de un deceniu din veniturile teritoriilor sale. A fost nevoie până la sfârșitul secolului al XVI-lea pentru ca această datorie să fie rambursată.
În 1508, Maximilian, cu consimțământul Papei Iulius al II-lea, și-a luat titlul de Erwählter Römischer Kaiser ("Împărat Roman Ales"), punând astfel capăt obiceiului vechi de secole ca împăratul să fie încoronat de către Papă.

### Deces
În 1501, Maximilian a căzut de pe calul său, un accident care i-a vătămat piciorul și i-a cauzat dureri pentru restul vieții sale. Unii istorici au sugerat că Maximilian avea o depresie "morbidă": din 1514, el călătorește oriunde cu un sicriu.
Maximilian a murit în 1519 la Wels, în Austria Superioară, la vârsta de 59 de ani și pentru că fiul său Filip cel Frumos murise din 1506, a fost succedat ca împărat de nepotul său Carol al V-lea.

## Tu felix Austria nube

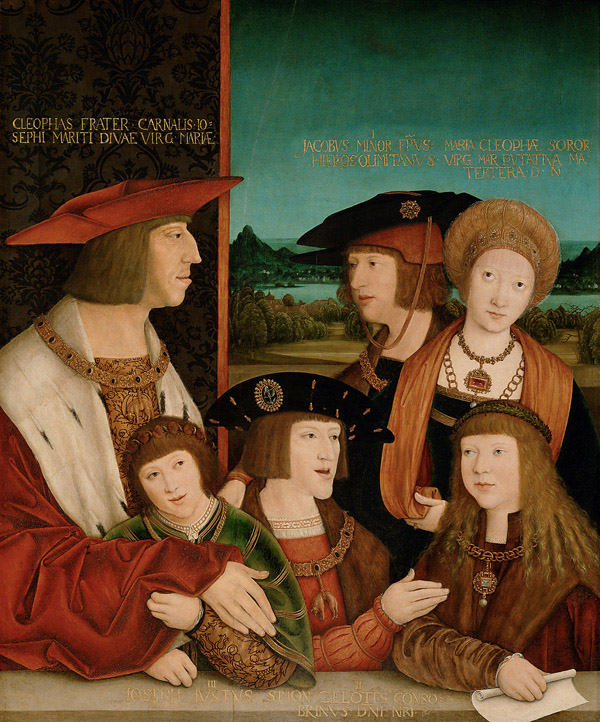
Împăratul Maximilian I și familia sa; cu fiul său Filip cel Frumos, soția lui Maria de Burgundia, nepoții lui Ferdinand I și Carol al V-lea, și Ludovic al II-lea al Ungariei (soțul nepoatei sale, Maria a Austriei).

Politica matromonială a Habsburgilor s-a arătat subtilă și eficientă. Matei Corvinul, regele Ungariei, care visa să înfăptuiască regatul Ungariei Mari în detrimentul Casei de Habsburg, lansează o butadă înțepătoare la adresa tatălui lui Maximilian, Frederic al III-lea, după succesul căsătoriei lui Maximilian cu Maria de Burgundia. Cu timpul, epigrama va căpăta importanța unei devize naționale în Austria:
„Bella gerant alii, tu felix Austria nube.
 Nam quae Mars aliis, dat tibi Venus.”
Adică:
„Lasă pe alții să se războiască,tu fericită Austrie căsătoreștete.
 Ceea ce Marte le dă altora, ție îți dă Venus.”
Ca parte a Tratatului de la Arras, Maximilian și-a logodit fiica în vârstă de trei ani, Margareta, cu Delfinul Franței, fiul cel mare al adversarului său Ludovic al XI-lea al Franței. Conform termenilor tratatului, Margareta a fost trimisă la curtea lui Ludovic pentru a fi sub tutela lui. În ciuda morții regelui Ludovic la scurt timp după ce Margareta a ajuns în Franța, ea a rămas și a fost crescută la curtea dinastiei de Valois. Delfinul, acum regele Carol al VIII-lea, era încă minor, și regentă era sora lui, Anne.
La scurt timp după semnarea Tratatului de la Le Verger, Francisc al II-lea, Duce de Bretania moare lăsându-și ducatul fiicei lui, Anne. În căutarea de alianțe pentru a-și proteja teritoriile, ea s-a logodit cu Maximilian în 1490. Aproximativ un an mai târziu, s-au căsătorit prin procură. Suveranul Franței însă se opune ferm uniunii matrimoniale dintre Austria și Bretania, care rămăsese singurul ducat limitrof Franței care nu fusese încă absorbit de un regat în plină expansiune. Anul următor, căsătoria neconsumată este anulată iar Anne se căsătorește cu regele Franței. Margareta rămâne ostatecă în Franța până în 1493, când se întoarce la tatăl ei după semnarea Tratatului de la Senlis.
În același an, Maximilian a contractat o altă căsătorie pentru el, de data aceasta cu Bianca Maria Sforza, fiica lui Galeazzo Maria Sforza, Duce de Milano, cu mijlocirea fratelui ei, Ludovico Sforza, regentul ducatului după moartea lui Galeazzo.
Ani mai târziu, Maximilian face planuri matrimoniale pentru Isabella, nepoata lui născută în 1501. În aprilie 1514, deși fata are doar 13 ani, bunicul îi alege drept soț pe  Christian al II-lea de Oldenburg, care va deveni regele Danemarcei anul următor. În realitate, Christian al Danemarcei are o amantă de origine olandeză, însă mama amantei este un fel de cerber care teroriza palatul din Copenhaga, unde nimic nu se făcea fără acordul ei. Reprezentanții nobilimii și ai clerului erau atât de furioși încât tronul regelui Christian se clătina. Era așadar nevoie de o logodnică dintr-o familie onorabilă pentru a calma opinia publică. Din nefericire, nici după însurătoare Christian nu renunță la amanta sa. Isabella este nefericită iar Maximilian cere insistent ca soțul ei să se comporte demn și să înceteze viața destrăbălată. Violentul rege este izgonit de pe tron și întemnițat iar Isabella, cu trei copii, este alungată din Danemarca în 1523.
Maximilian organizează și căsătoria altei nepoate, Maria, născută în 1505. La Viena, la 22 iulie 1515, la Catedrala Sfântul Ștefan, Maximilian supraveghează schimbul de jurăminte de căsătorie între nepotul său Ferdinand și prințesa Anna Iagello, fiica regelui Vladislav al II-lea al Poloniei, pe de o parte, și între nepoata sa Maria și Prințul Ludovic, fiul lui Vladislav al II-lea al Poloniei, pe de altă parte.

## Căsătorii și copii
Maximilian s-a căsătorit de trei ori, din care doar prima căsătorie a produs progenituri:
- Maria de Burgundia (1457–1482).Ei s-au căsătorit la Gent la 18 august 1477 și mariajul s-a terminat prin decesul Mariei într-un accident de călărie în 1482. Mariajul a produs trei copii:Maximilian și fiul său Filip cel Frumos

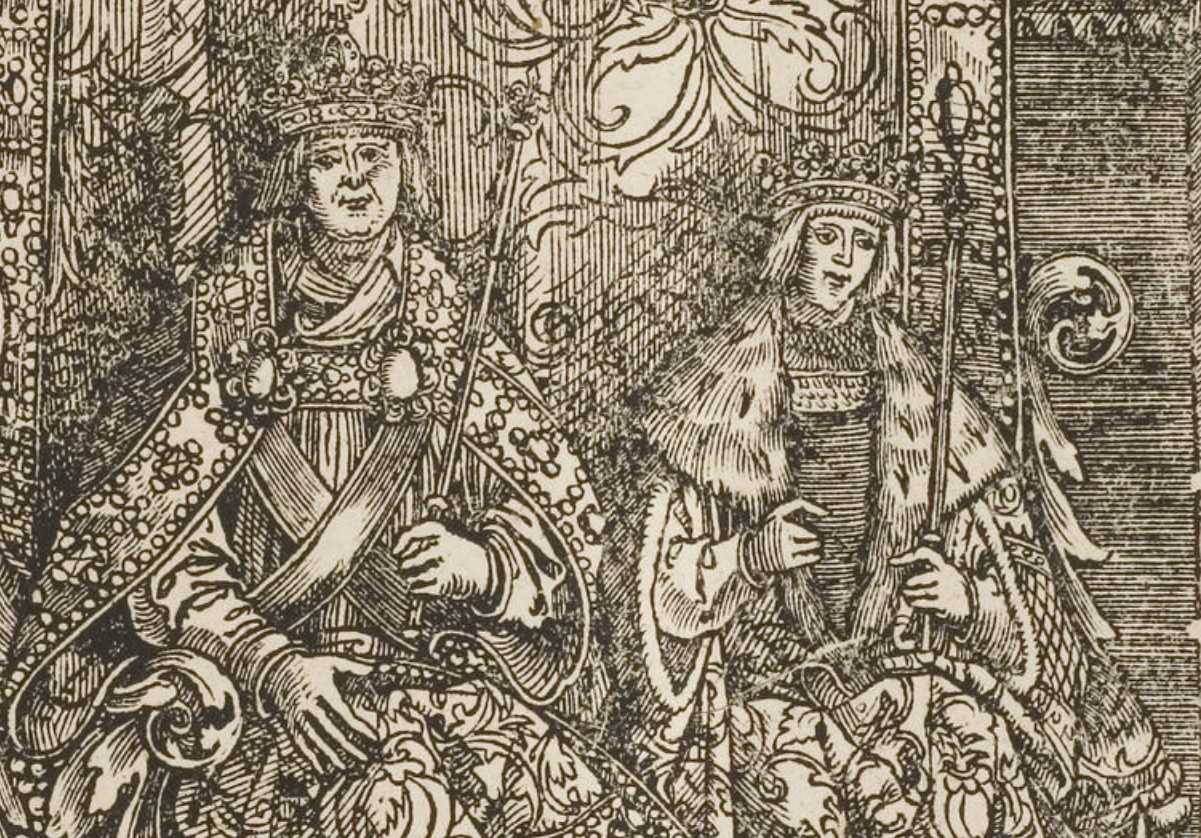
Maximilian și fiul său Filip cel Frumos

1. Filip cel Frumos, Rege Consort al Castiliei(1478–1506) care a moștenit domenii mamei sale. S-a căsătorit cu Ioana de Castilia, devenind rege-consort al Castiliei în momentul urcării ei pe tron, în 1504, și a fost tatăl împăraților Sfântului Imperiu Roman: Carol al V-lea și Ferdinand I.
2. Margareta de Austria, Ducesă de Savoia(1480–1533), care a fost logodită prima dată la vârsta de 2 ani cu Delfinul Franței (care a devenit regele Carol al VIII-lea un an mai târziu) pentru a confirma pacea dintre Franța și Burgundia. Ea a fost trimisă înapoi la tatăl ei în 1492, după ce Carol a rupt logodna pentru a se căsători cu Anne de Bretania. Ea a fost apoi căsătorită cu prințul moștenitor al Castiliei și Aragonului, Juan de Aragón Prinț de Asturia, și după moartea acestuia, cu Filip al II-lea de Savoia. După moartea fratelui ei, ea a guvernat în Burgundia până la majoratul nepotului ei, Carol.
3. Francisc de Austria, care a murit la scurt timp după naștere, în 1481.

- Anne de Bretania (1477–1514), nepoate Reginei Eleonor a Navarrei— ei s-au căsătorit prin procură la Rennes la 18 decembrie 1490, însă căsătoria a fost anulată de Papa la începutul anului 1492, moment în care Anne era forțată de regele Franței, Carol al VIII-lea (logodnicul fiicei lui Maximilian, Margareta de Austria), să repudieze contractul de căsătorie pentru a se căsători cu el.

- Bianca Maria Sforza (1472–1510) — ei s-au căsătorit în 1493, căsătoria aducându-i lui Maximilian o zestre bogată și permițându-i să-și afirme drepturile asupra ducatului Milano. Căsătoria a fost nefericită și nu au avut copii.

- Cu Margareta Von Edelsheim, Maximilian a avut următorii copii:

1. Margareta (1480–1537) soția contelui Ludwig Von Helfenstein-Wiesentheid, a fost ucisă de țărani la 16 aprilie 1525 în Massacrul de la Weinsberg în timpul Războiului Țărănesc German.
2. George de Austria (1505–1557), Prinț-Episcop de Liège.
3. Leopoldo de Austria (c. 1515–1557), Episcop de Córdoba, Spania (1541–1557)
4. Anne Margerite de Austria (1517–1545). S-a căsătorit cu François de Melun (d. 1547), al 2-lea conte de Epinoy. A fost doamnă de onoare a reginei Maria a Ungariei.
5. Anne de Austria (1519-?). S-a căsătorit cu Louis d'Hirlemont.